# Jak żyć?
Jak żyć? – polska komedia obyczajowa z 2008 roku w reżyserii Szymona Jakubowskiego. Premiera filmu odbyła się 18 lipca 2008 roku.
Okres zdjęciowy trwał od 17 września do 18 października 2007 roku. Zdjęcia kręcono w Krakowie

## Opis fabuły
Kuba jest zwykłym chłopakiem, któremu nie śpieszy się do dorosłego życia. Pracuje w barze, żyje z dnia na dzień i nie ma wielkich planów. Ale jak wiadomo życie lubi nas zaskakiwać. Zaskakuje więc także Kubę. Niespodzianka ma na imię Ewa i uśmiech, który zniewala. A to dopiero początek. Miłość Kuby i Ewy bynajmniej nie jest jedynie platoniczna co wcześniej czy później musi przynieść owoce. I przynosi. Kuba dowiedziawszy się, że będzie tatą postanawia stanąć na wysokości zadania. Ma tylko jeden problem – nie wie jak to zrobić.

## Obsada
- Krzysztof Ogłoza – Kuba
- Anna Cieślak – Ewa
- Eryk Lubos – Marcin
- Andrzej Grabowski – Bandzior
- Krzysztof Globisz – Wujek Zbyszek
- Mieczysław Grąbka – Wujek Józek
- Andrzej Franczyk – Wujek Tomek
- Magdalena Walach – pielęgniarka
- Magdalena Nieć – Maja, przyjaciółka
- Juliusz Chrząstowski - policjant
- Szymon Kuśmider - szef firmy
- Adrianna Jaroszewicz – pielęgniarka
- Sonia Bohosiewicz – dziewczyna Marcina
- Katarzyna Maciąg - prostytutka Ewka